# Церква Різдва Пресвятої Богородиці (Турильче, ПЦУ)
Церква Різдва Пресвятої Богородиці в Турильчому — парафія і храм Борщівського благочиння Тернопільської єпархії Православної церкви України в селі Турильче Чортківського району Тернопільської области.

## Історія церкви
У другій половині XIX століття село належало польському пану Старенському. У 1860 році він розпочав будівництво храму за власні кошти, але після його смерті справу продовжила дружина Юзефа Старенська. Завдяки участі кожного жителя села будівництво завершили у 1871 році.
21 вересня 1874 року єпископ Сильвестр Сембратович освятив церкву. До цього в селі був менший за розміром дерев'яний храм.
Церква була єдиним осередком духовного та культурного життя. У 1896 році за ініціативи о. Йосифа Балька було відкрито читальню товариства «Просвіти».
Протягом 1970–1980-х років у храмі встелили дерев'яну підлогу, замінили кам'яний мур на металеву огорожу. У 1979 році оновили розпис стін, у 1991-му — перекрили дах, а в 1993-му — поштукатурили фасад.
За служіння о. Сергія Бориса придбали нові панікадила, Євангеліє, напрестольний хрест, кадило, фелон та хоругви. У 2007 році знову поновили розпис стін. У 2009 році на території храму освятили капличку Божої Матері. У 2010 році замінили огорожу, встановили ковану браму, встелили бруківку та металопластикові вікна.

## Парохи
- о. Теофіл Лисинецький (1842—?),
- о. Йосиф Балько,
- о. Володимир Купчинський,
- о. Іван Кузик,
- о. Михайло Клим,
- о. Володимир Пелех (1991—2001),
- о. Сергій Борис (з 2001).